# Microstylum erythropygum
Microstylum erythropygum là một loài ruồi trong họ Asilidae. Microstylum erythropygum được Bigot miêu tả năm 1878. Loài này phân bố ở miền Ấn Độ - Mã Lai.